# Мусаба, Энтони
Э́нтони Муса́ба (нидерл. Anthony Musaba; род. 6 декабря 2000, Бёнинген, Гелдерланд) — нидерландский футболист, нападающий английского клуба «Шеффилд Уэнсдей».

## Клубная карьера
Футболом начал заниматься в шестилетнем возрасте в школе «Эвейка». В 2009 году вместе с братом перешёл в школу НЕК из Неймегена, где выступал за юношеские команды различных возрастов. В 2014 году перебрался в «Витесс», но в 18 лет вернулся в НЕК, с которым в итоге и подписал первый профессиональный контракт.
19 апреля 2019 года дебютировал за основной состав клуба в первом дивизионе Нидерландов. В гостевой игре с «Волендамом» Мусаба появился на поле на 77-й минуте вместо Рэнди Волтерса. До конца сезона нападающий принял участие ещё в четырёх встречах, включая два стыковых матча за право выхода в Эредивизи с «Валвейком». В следующем сезоне Энтони стал регулярно появляться в матчах, в том числе и в стартовом составе. 9 августа 2019 года в игре с «Эйндховеном» забил свой первый мяч, открыв счёт на 5-й минуте встрече. В начале 2020 года проходил просмотр в дортмундской «Боруссии», но контракт с немцами он не подписал. По итогам сезона на его счету было 9 забитых мячей и 5 голевых передач в 26 матчах во всех турнирах.
26 июня 2020 года перешёл в «Монако», подписав контракт пятилетний контракт. Сумма трансфера по оценке немецкого портала Transfermarkt составила 2,5 миллиона евро.
24 августа 2020 года на правах аренды до конца сезона отправился в бельгийский «Серкль Брюгге». 29 августа дебютировал в чемпионате Бельгии в игре с «Кортрейком». На 71-й минуте матча Мусаба появился на поле вместо Килиана Азара.
31 августа 2021 года перешёл на правах аренды в «Херенвен». В январе 2023 года до конца сезона был арендован клубом НЕК.

## Личная жизнь
Родители родом из Конго. Брат-близнец Ричи Мусаба также футболист, выступает на позиции полузащитника.

## Статистика выступлений

### Клубная статистика
| Выступление      | Выступление      | Выступление      | Лига | Лига | Кубки | Кубки | Конт.кубки | Конт.кубки | Итого | Итого |
| Клуб             | Лига             | Сезон            | Игры | Голы | Игры  | Голы  | Игры       | Голы       | Игры  | Голы  |
| ---------------- | ---------------- | ---------------- | ---- | ---- | ----- | ----- | ---------- | ---------- | ----- | ----- |
| НЕК              | Первый дивизион  | 2018/19          | 5    | 0    | 0     | 0     | —          | —          | 5     | 0     |
| НЕК              | Первый дивизион  | 2019/20          | 25   | 7    | 1     | 2     | —          | —          | 26    | 9     |
| НЕК              | Итого            | Итого            | 30   | 7    | 1     | 2     | —          | —          | 31    | 9     |
| Серкль Брюгге    | Лига Жюпиле      | 2020/21          | 29   | 6    | 2     | 0     | —          | —          | 31    | 6     |
| Серкль Брюгге    | Итого            | Итого            | 29   | 6    | 2     | 0     | —          | —          | 31    | 6     |
| Монако           | Лига 1           | 2021/22          | 0    | 0    | 0     | 0     | 1          | 0          | 1     | 0     |
| Монако           | Итого            | Итого            | 0    | 0    | 0     | 0     | 1          | 0          | 1     | 0     |
| Херенвен         | Эредивизи        | 2021/22          | 29   | 1    | 3     | 0     | —          | —          | 32    | 1     |
| Херенвен         | Итого            | Итого            | 29   | 1    | 3     | 0     | —          | —          | 32    | 1     |
| Всего за карьеру | Всего за карьеру | Всего за карьеру | 88   | 14   | 6     | 2     | 1          | 0          | 95    | 16    |